# Lifan

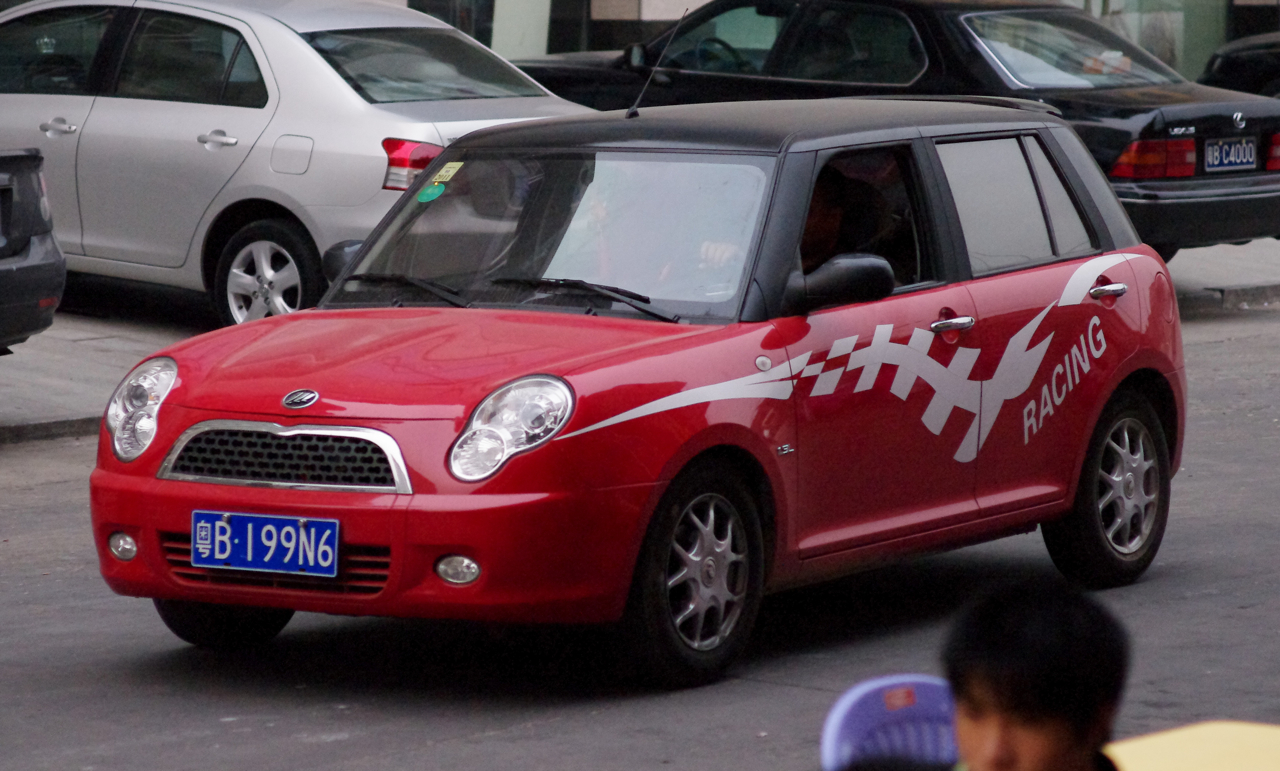
Lifan 320

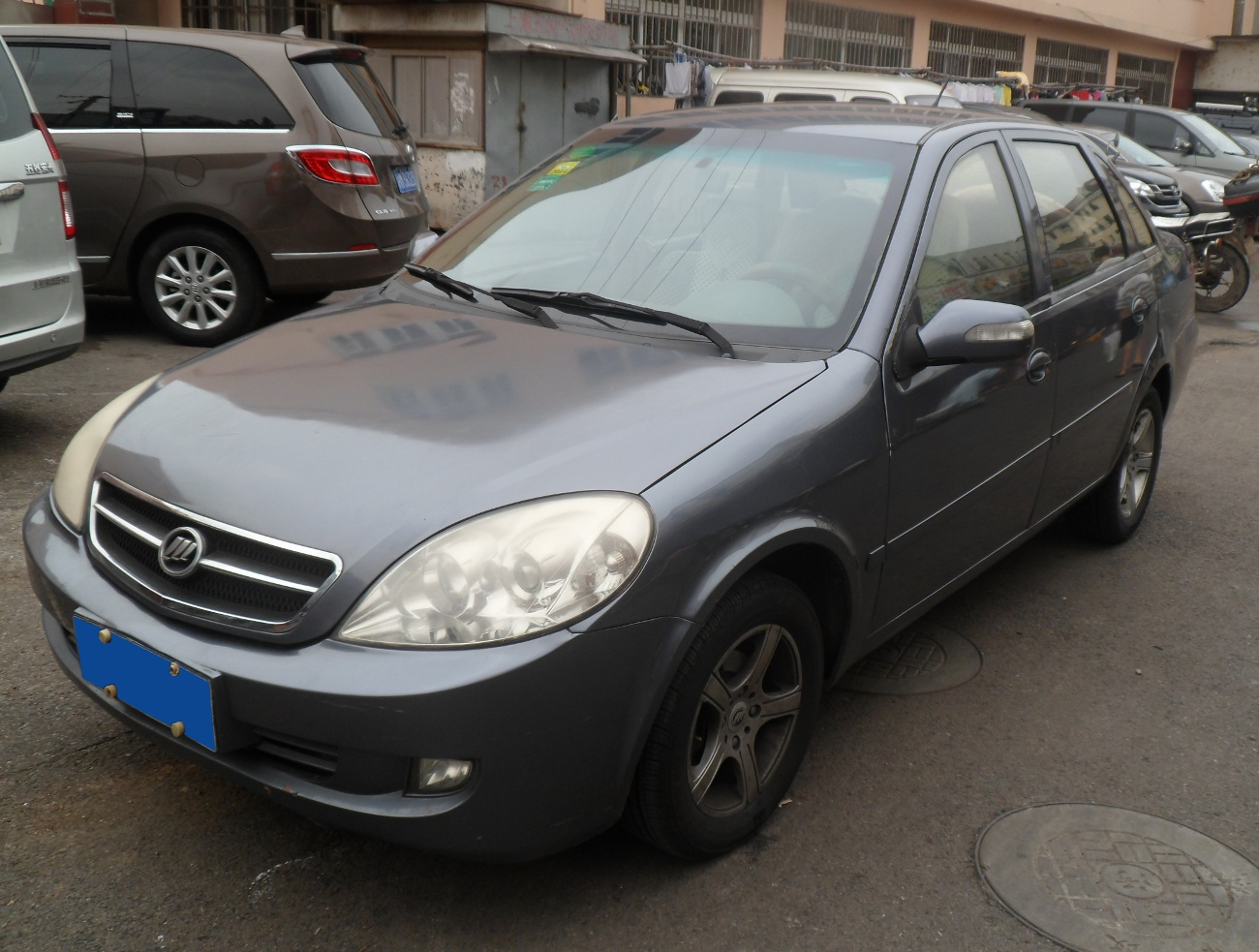
Lifan 520

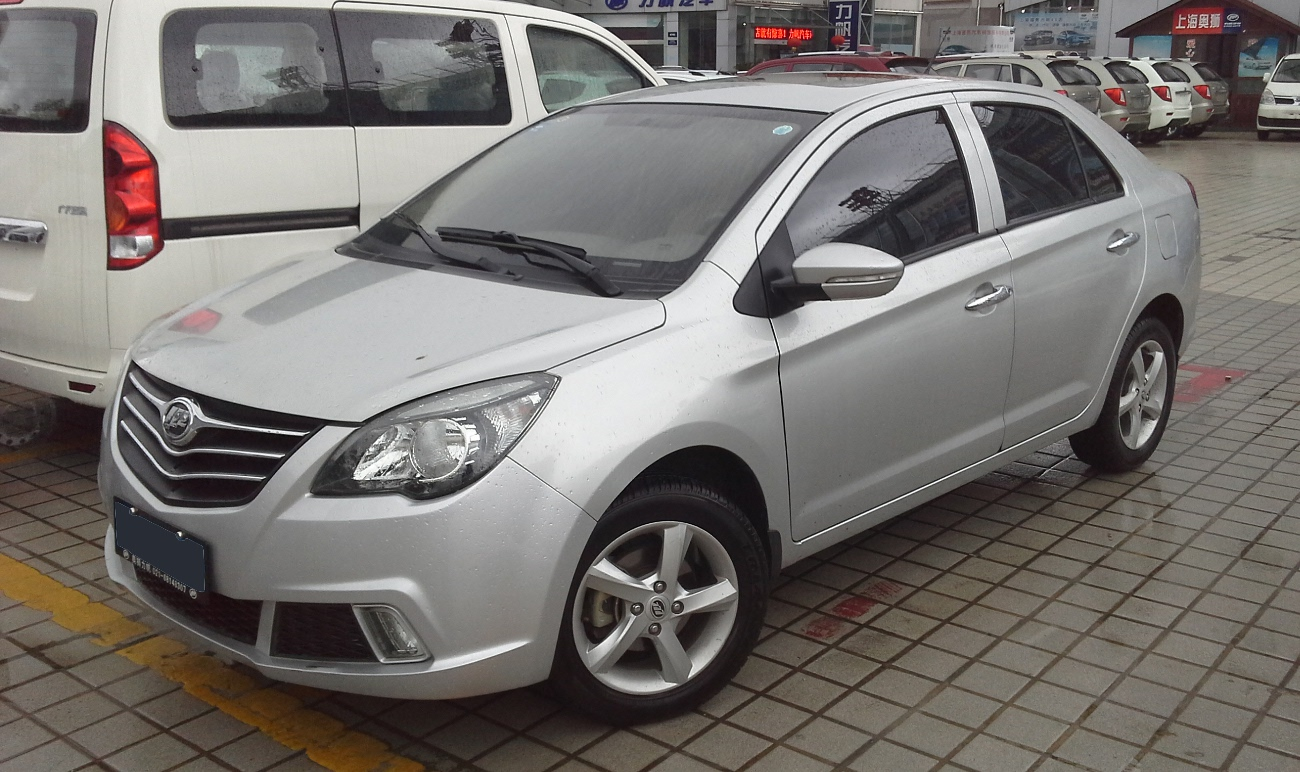
Lifan 530

Lifan Industry (Group) Co., Ltd. (chiń. trad.: 重庆力帆实业(集团)公司), Lifan (chiń. trad.: 力帆; pinyin: Lìfān) – chińskie przedsiębiorstwo motoryzacyjne zajmujące się produkcją motocykli, samochodów osobowych i ciężarowych, autobusów oraz silników. Przedsiębiorstwo założone zostało w 1992 roku, a jego siedziba znajduje się w mieście Chongqing.

## Produkty

### Samochody
- Lifan 320
- Lifan 520
- Lifan 530
- Lifan 620
- Lifan 720
- Lifan 820
- Lifan Foison
- Lifan LF6361
- Lifan Lotto
- Lifan Maiwei
- Lifan X50
- Lifan X60
- Lifan X80
- Lifan Xuanlang

### Motocykle
- Lifan LF100-C(II) - (PONY 100II)
- Lifan LF150-10B (KP150)
- Lifan LF150-10S (KPR150)
- Lifan LF250GY-2 Cossack
- Lifan LF400 (399cc)